# Escama (botânica)
Em botânica, chamam-se escamas fundamentalmente a folhas modificadas.
As escamas correspondem a folhas, geralmente subterrâneas, que armazenam substâncias nutritivas e protegem os brotos.
Geralmente não é verde, podendo ser carnuda, escariosa ou lenhosa.